# Wahlenbergia littoralis
Wahlenbergia littoralis là loài thực vật có hoa trong họ Hoa chuông. Loài này được (Labill.) Sweet miêu tả khoa học đầu tiên năm 1830.